# M60 Patton
De M60 Patton is een Amerikaanse gevechtstank uit de jaren 60. De tank werd ontwikkeld als antwoord op de nieuwe Russische T-62 die superieur was aan de voorgaande M48 Patton. In de Verenigde Staten was de M60 gedurende drie decennia de primaire gevechtstank alvorens te worden vervangen door de M1 Abrams. In totaal werden ruim 15.000 stuks gebouwd door Chrysler; de laatste in 1983. In 1997 was de tank volledig uitgefaseerd door het Amerikaanse leger. Andere landen hebben ze nog wel in gebruik.

## Ontwikkeling

### M60

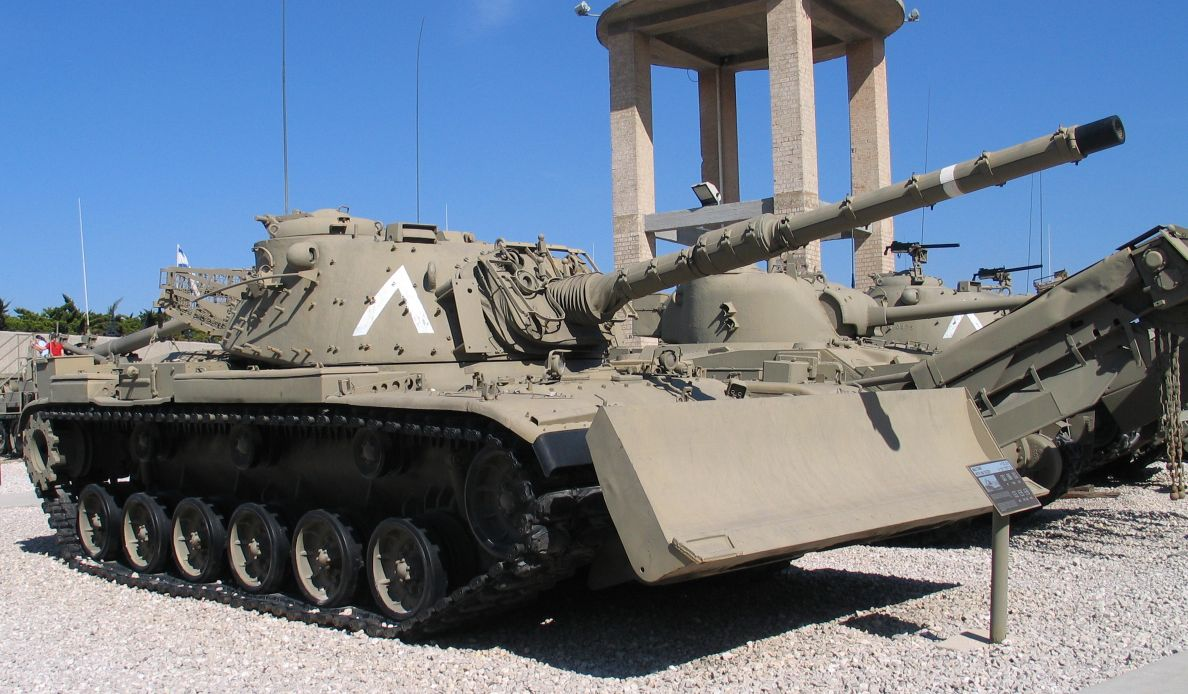
M60

In 1956 kreeg de Britse inlichtingendienst gedetailleerde informatie over de nieuwe Russische T-54, toen opstandelingen tijdens de Hongaarse Opstand met zo'n tank de Britse ambassade in Boedapest invluchtten. Deze tank bleek niet alleen een 100mm kanon te hebben, maar ook een pantser zo dik dat het niet eenvoudig door dat kanon doorslagen zou kon worden. Als antwoord begon de doorontwikkeling van die M48 met een nieuwe motor en een nieuw 105mm kanon van Britse origine. De tank ging in 1959 in productie en zou oorspronkelijk de naam M68 krijgen. Toen het Amerikaanse leger de tank in de herfst van 1960 in dienst nam werd ze M60 genoemd.

### M60A1
In 1963 werd de M60 verbeterd tot M60A1. Deze versie bleef daarop tot 1980 in productie en werd ook door Italië in licentie gefabriceerd. Een geheel nieuw type geschuttoren werd toegepast en kreeg een nieuw 105mm kanon. De toren had een frontdikte in het horizontale vlak van 266 mm staal en een veel spitsere punt waardoor beter gebruik kon worden gemaakt van het afketsingseffect. Hierdoor was er tegen het soort pantsergranaten dat de T-54/55 in die tijd gebruikte, een pantserequivalentie van zo'n 400 mm. Vanwege de zwaardere toren werd ook een tweede schokdemper geplaatst. Verder werd niet veel veranderd. Achteraf werden ook nog een kanonstabilisator, extra pantser voor de toren in 1973, passief nachtzicht in 1977 en rookwerpers aangebracht. Nadat de productie in 1974 flink was opgevoerd van 360 naar duizend per jaar, werd er een verzwaarde torenvorm geïntroduceerd, waarbij het deel onder de punt was opgevuld om te voorkomen dat inslaande granaten naar de torenring afketsten, zoals tijdens de Jom Kipoeroorlog gebeurd was.

### M60A2
De M60A2-versie was bedoeld als tankjager en kreeg daartoe een volledig nieuwe geschuttoren, in de vorm van een langwerpige bovenbouw op een ronde onderbouw, met een 152mm kanon dat zowel klassieke granaten als Shillelagh-antitankraketten kon afvuren, net als bij de MBT-70. De ontwikkeling werd echter geplaagd door problemen met onder andere het kanon. Zo bleven smeulende resten van een afgevuurde raket achter in de vuurkamer en ontstaken ze de volgende raket wanneer die geladen werd. Er werd een systeem ontwikkeld om de kamer schoon te blazen maar uiteindelijk werd er maar van het hele raketsysteem afgezien. In 1975 werd de productie van de zeer dure M60A2 na 540 exemplaren stopgezet. De meeste van die tanks, en alle tanks in het Amerikaanse leger, werden omgebouwd tot M60A3 waarbij de toren werd vervangen door die van de M60A1.

### M60A3
In 1978 werd de M60A3 geïntroduceerd. Die combineerde alle voorgaande verbeteringen met rookwerpers, een thermisch loopomhulsel, een nieuwe afstandsmeter en een ballistische computer met meteorologische sensors. Een variant met
thermisch zicht (TTS), laserafstandsmeter en torenstabilisatie werd al snel na de M60A3 geïntroduceerd. De M60A3 bleek door de verbeteringen aan het vuurcontrolesysteem zeer gevechtswaardig te zijn. Zelfs het kleinere 105mm kanon bleek zeer effectief als werd geschoten met granaten met verarmd uranium.

### M60-2000/120S
In 2000 ontwikkelde General Dynamics Land Systems (GDLS) een exportversie van de M60, de M60-2000. Later werd de 120S ontwikkeld als verbeterde M60. Die kreeg een 120mm gladloops kanon waarnaar verwezen wordt in de naam. De toren komt van de M1A1 en werd geplaatst op een gemoderniseerd M60-onderstel en voorzien van het nieuwste pantser. Hij wordt aangedreven door een AVDS-1790-9A diesel van 1200 pk. Deze tank biedt prestaties gelijkaardig als die van de M1 Abrams voor de helft van diens prijs.

### Andere versies

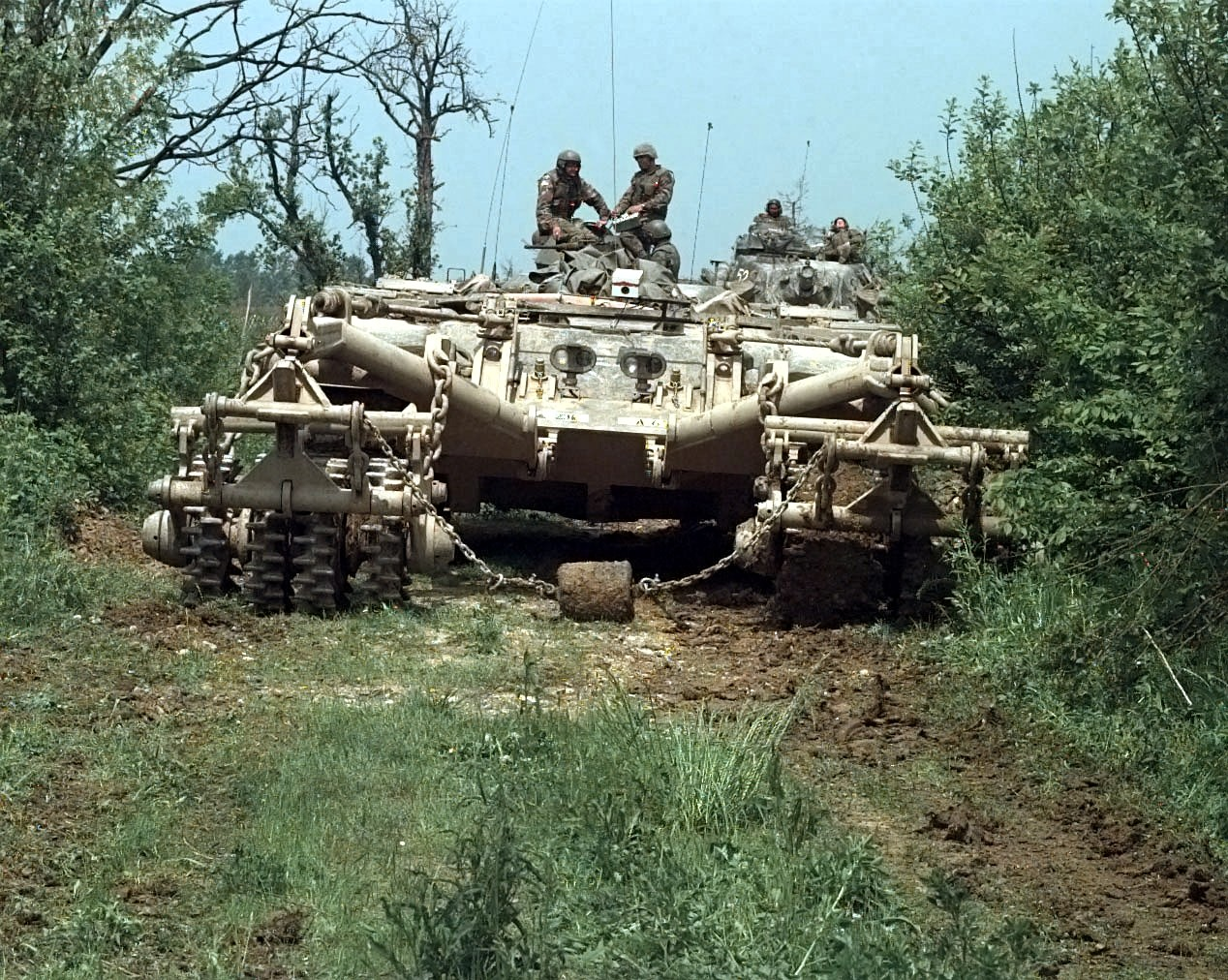
Een op afstand bestuurde M60 Panther leidt een colonne in Bosnië en Herzegovina op 16 mei 1996.

- M60 AVLB: AVLB staat voor Armored Vehicle Launched Bridge. Deze versie is ontworpen voor het plaatsen en weer weghalen van een 18,3m lange mobiele brug.
- M60 AVLM: De AVLM, Armored Vehicle Launched Mine Clearing Line, is een M60 AVLB bruggenlegger omgebouwd tot MICLIC (Mine Clearing Line Charge). Het voertuig kan door middel van een raket een lijn explosieven afvuren die een pad van 100m vrijmaken van onder andere mijnen. De M60 AVLM is uitgerust met twee van deze MICLIC's. Hiernaast blijft het voertuig volledig operationeel als bruggenlegger.
- M60 Panther: De M60 Panther is een M60 die speciaal is omgebouwd tot mijnenveger. Het voertuig kan voor de veiligheid op afstand bestuurd worden.
- M728 CEV: Deze variant uit 1966 is een ondersteuningsvoertuig uitgerust met een extra krachtig 165mm kanon, een kraan en een bulldozerschep. Tijdens Operatie Desert Storm bleek het voertuig te traag om de M1 bij te houden tijdens manoeuvres en werd het vaak achtergelaten.

## Gebruikers
M60A1's werden geleverd aan bondgenoten van de VS als Iran, Israël, Italië, Jordanië en Oostenrijk. Italië liet 200 stuks in licentie bouwen door OTO Melara. De Oostenrijkse M60A1's werden tot M60A3 omgebouwd door Steyr-Daimler-Puch.
De M60A3-variant werd geleverd aan landen als Egypte, Israël, Jordanië en Saoedi-Arabië. Een conversiepakket voor eerdere versies werd verkocht aan andere gebruikers.
Tegenwoordig is de M60, of een van haar varianten, nog in dienst in onder meer Bahrein, Bosnië, Brazilië, Egypte, Griekenland, Israël, Marokko, Oostenrijk, Portugal, Spanje, Taiwan, Thailand en Turkije. In de Verenigde Staten zijn ze sinds 1997 uitgefaseerd op enkele voertuigen na die hetzelfde chassis gebruiken.

## Operationele geschiedenis
Enkele M60A1's werden ingezet door Israël tijdens de Jom Kipoeroorlog in 1973 en waren erg succesvol. Tijdens die oorlog en erna kreeg Israël nog veel meer M60 en M60A1's toegestuurd van de VS. Israël verbeterde de tanks en zette ze in bij de invasie van Libanon in 1982.
De M60 werd door het Amerikaanse Korps Mariniers ook ingezet tijdens Operatie Desert Storm tegenover Iraks T-55, T-62 en T-72 tanks. De M60 was erg effectief tegen Iraakse T-72s. In de Amerikaanse landmacht was de M60 sinds de jaren tachtig al vervangen door de M1 Abrams.